# Acámbaro
Acámbaro – miasto w Meksyku, w stanie Guanajuato. W 2008 liczyło 56 225 mieszkańców.

## Współpraca
- Laredo, Stany Zjednoczone
- La Verne, Stany Zjednoczone
- Morelia, Meksyk
- Suzhou, Chińska Republika Ludowa
- Izamal, Meksyk